# Sanaur
Sanaur is een nagar panchayat (plaats) in het district Patiala van de Indiase staat Punjab. 

## Demografie
Volgens de Indiase volkstelling van 2001 wonen er 17.938 mensen in Sanaur, waarvan 54% mannelijk en 46% vrouwelijk is. De plaats heeft een alfabetiseringsgraad van 63%. 